# Konrad Jörgens
Konrad Jörgens (Krefeld, 3 de dezembro de 1926 — 28 de abril de 1974) foi um matemático alemão.
Contribuiu com trabalhos fundamentais no âmbito da física matemática, em especial para os fundamentos da mecânica quântica e a teoria das equações diferenciais parciais e operadores integrais.

## Vida
Konrad Jörgens estudou na Universidade de Karlsruhe (1949-1951) e na Universidade de Göttingen (1951-1954), onde obteve o doutorado em 1954 com a tese Harmonische Abbildungen und die Differentialgleichung {\displaystyle rt-s^{2}=1}, orientado por Franz Rellich. Depois trabalhou de 1954 a 1958 no Instituto Max Planck de Física e Astronomia em Göttingen, passando um período como visitante (1956-1957) na Universidade de Nova Iorque, sendo a partir de 1958 assistente no Instituto de Matemática Aplicada em Heidelberg, onde habilitou-se em julho de 1959. Em junho de 1961 foi indicado para a nova cátedra de matemática aplicada e prática no mesmo instituto, tornando-se em 1966 professor ordinário de matemática aplicada na Universidade de Heidelberg.

## Obras selecionadas
- Linear integral operators. Surveys and Reference Works in Mathematics, Boston, Mass.-London, 1982.
- Lineare Integraloperatoren. Mathematische Leitfäden. B. G. Teubner Stuttgart, 1970.
- com Franz Rellich, Eigenwerttheorie gewöhnlicher Differentialgleichungen. Hochschultext. Springer-Verlag, Berlim, 1976.